# Hello, Goodbye
Hello, Goodbye (Lennon-McCartney) är en låt, som släpptes som A-sida på singel med The Beatles i november 1967.

## Låten och inspelningen
Denna ganska enkla låt spelades in vid fyra tillfällen (2, 19, 25 oktober samt 2 november 1967) och hade tillkommit då Paul McCartney och Beatles assistent Alistair Taylor satt och klinkade på piano och lekte med ord. Texten betyder egentligen inte särskilt och McCartney har lagt det mesta krutet på det luftiga arrangemanget (med två extra violaspelare inhyrda) som gjorde att låten blev gruppens mest långvariga engelska listetta sedan She Loves You. Låten blev en singel som utgavs (tillsammans med I Am the Walrus, något som för övrigt retade John Lennon) i England och USA 24 respektive 27 november 1967.
Låten kom senare med på den amerikanska LP-versionen Magical Mystery Tour, som gavs ut den 27 november 1967. Låten fanns dock inte med på den engelska versionen av Magical Mystery Tour, som gavs ut som dubbel-EP den 8 december 1967. Däremot fanns baksidan I Am the Walrus med på denna.
Med undantag av låtens slut Heella heebaa helloa är låten inte heller med i TV-filmen Magical Mystery Tour. Beatles spelade dock in en promotionfilm - föregångare till video - för Hello, Goodbye, men eftersom man uppträdde med playback fick denna inte visas i brittiska BBC.

## Listplaceringar
| Lista (1967-1968) | Position         |
| ----------------- | ---------------- |
| Australien        | 1                |
| Danmark           | 1 (DR "Top 20")  |
| Finland           | 11               |
| Flandern          | 2                |
| Irland            | 2                |
| Kanada            | 1                |
| Nederländerna     | 1                |
| Norge             | 1                |
| Nya Zeeland       | 1 (NZ Listner)   |
| Schweiz           | 2                |
| Spanien           | 2                |
| Storbritannien    | 1                |
| Sverige           | 1 (Kvällstoppen) |
| Sverige           | 1 (Tio i topp)   |
| USA               | 1                |
| Västtyskland      | 1                |
| Österrike         | 2                |